# 小行星5093
小行星5093（英語：5093 Svirelia）是一颗围绕太阳公转的小行星。1982年10月14日，柳德米拉·卡拉季奇在克里米亚发现了此天体。
这颗小行星的绝对星等为192.28675等。